# ラリー・ネクテル
ラリー・ネクテル（Larry Knechtel、1940年8月4日 - 2009年8月20日）は、アメリカ合衆国カリフォルニア州出身のスタジオ・ミュージシャン。

## 人物
ピアノ、オルガン、各種キーボード、ベースを主に演奏した。またブルースハープも得意とする。
1960年代初頭、フィル・スペクターのレッキング・クルーとして活躍した。その後ダンヒル・レコード系アーティストなど多くのレコーディングセッションを務める。また、サイモン&ガーファンクルの「明日に架ける橋」でのピアノ演奏が有名である。この曲でネクテルはポール・サイモン等と共にグラミー賞の最優秀歌唱編曲賞を受賞した。レコーディングではサイモンのゴスペル風にしたいという要求にネクテルは様々なアイデアを出し最終的にEフラットを選び72ものテイクが録音された。
1971年にブレッドの正式メンバーにもなった。「ギター・マン」ではワウペダルを駆使した印象的なリード・ギターを聴かせた。
1991年、エルヴィス・コステロのバック・メンバーとして来日している。
1990年代後半以降は一時期音楽ビジネスから遠ざかっていたが、1998年THE ALFEEのミニアルバム『Pride』で「明日に架ける橋」のカバーを収録するにあたり、ネクテルにピアノを弾いてほしいというバンド側からの依頼を受ける。当初は断るつもりであったが、関係者からTHE ALFEEが歌う「明日に架ける橋」のデモテープを聴き、この曲に対するメンバーのメッセージに感銘を受け、久し振りにレコーディングスタジオに入ったという。
1996年から1998年のブレッドの再結成ワールド・ツアーに参加した。
2006年にはディクシー・チックスのアルバム『テイキング・ザ・ロング・ウェイ』にキーボードで参加、その後の全米ツアーにも同行するなど健在振りを見せた。
2009年8月20日、入院していたワシントン州の病院にて心臓発作でこの世を去る。69歳没。

## 活動に参加した主なアーティスト
- デュアン・エディ
- ザ・ロネッツ
- ザ・ビーチ・ボーイズ
- ザ・バーズ
- ジョニー・リヴァース
- ドアーズ
- ナンシー・シナトラ
- フィフス・ディメンション
- ママス&パパス
- サイモン&ガーファンクル
- アソシエイション
- リチャード・ハリス
- ジェシ・エド・デイヴィス
- デラニー&ボニー
- パートリッジ・ファミリー
- バーブラ・ストライサンド
- ジョーン・バエズ
- ハリー・ニルソン
- ラロ・シフリン
- ジェリー・ガルシア
- エルヴィス・コステロ
- チェット・アトキンス
- ディクシー・チックス
- ニール・ダイアモンド
- ドリー・パートン
- 竹内まりや
- 森園勝敏

## ディスコグラフィ

### スタジオ・アルバム
- The In Harmonica (1965年、World Pacific) ※ラリー・ネルソン名義
- Mountain Moods (1989年、Universal Master Series)[5]
- Urban Gypsy (1990年、Capitol Nashville)[6]

## 脚註
1. ↑  Bridge Over Troubled Water - Simon & Garfunkel | Awards | AllMusic
2. ↑  レッキング・クルーのいい仕事 ロックアンドロール黄金時代を支えた職人たち　ケント・ハーマン著　Pヴァイン・ブックス 2012年11月25日発行 ISBN 978-4-906700-59-2 379～380頁
3. ↑  Keyboard Magazine 1991年11月P222 ラリー・ネクテル インタビュー
4. ↑  “米キーボード奏者のネクテル氏が死去”. スポーツニッポン. (2009年8月25日) 2009年8月25日閲覧。
5. ↑  “Larry Knechtel - Mountain Moods”. MusicStack. 2023年9月8日閲覧。
6. ↑  “Larry Knechtel - Urban Gypsy”. Discogs. 2023年9月8日閲覧。